# 海口经济学院
20°00′50″N 110°21′56″E / 20.013899°N 110.365471°E
海口经济学院，简称海经院，是一所位于中国海南省海口市民办普通本科与专科院校。其前身可以追溯到创立于1974年的海口市业余大学，2008年3月升格为本科院校，并更为现名。

## 历史沿革
1974年10月，海口市业余大学由海口市教育局、海口市科技局和海口市总工会联合创立，1982年被批准为职工高等学校，并获准备案。1989年，学校更名为海口市职业大学，是一所成人高校。
1999年8月2日，海南申正实业发展有限公司与海口市政府签订《联合办学协议》，投入资金实施联合办学，2000年1月得到海南省人民政府的批准，并定名为海口经济技术学院。同年，教育部将学校名称更正为海口经济职业技术学院，学校性质定为民办高职校。
2008年，学校升格为民办高校，更为现名。

## 院系设置
学校下设16个二级学院及4个教学部：
- 中广天择传媒学院
- 南海音乐学院
- 雅和人居工程学院
- 南海艺术与科技学院
- 南海电影学院
- 武林风体育学院
- 德行智华会计学院
- 聚星数字经济学院
- 南海美术学院
- 东方外贸外语学院
- 中芯依智网络学院
- 时代旅航管理学院
- 营创国际商学院（创新创业学院）
- 华闻文创学院
- 中德应用技术学院
- 南海舞蹈学院
- 马克思主义学院
- 继续教育学院（培训学院）
- 公共外语教学部
- 公共体育教学部

## 国际交流学校
- 马来西亚
  - 拉曼大学
- 新西兰
  - 北方理工学院
- 泰國
  - 瑞嘉普大学
- 美国
  - 愛許蘭大學[6]

## 相关图片

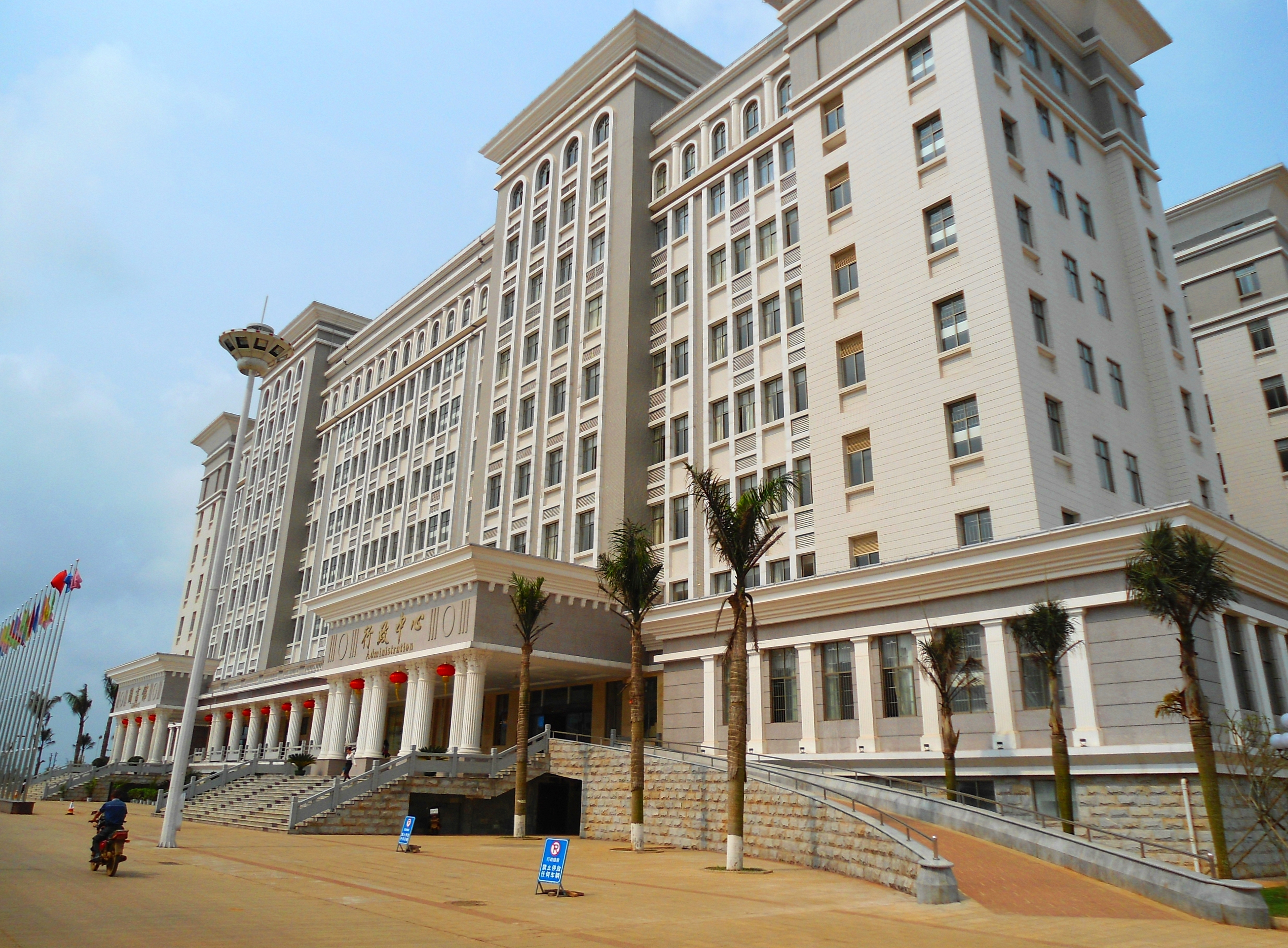
行政大楼
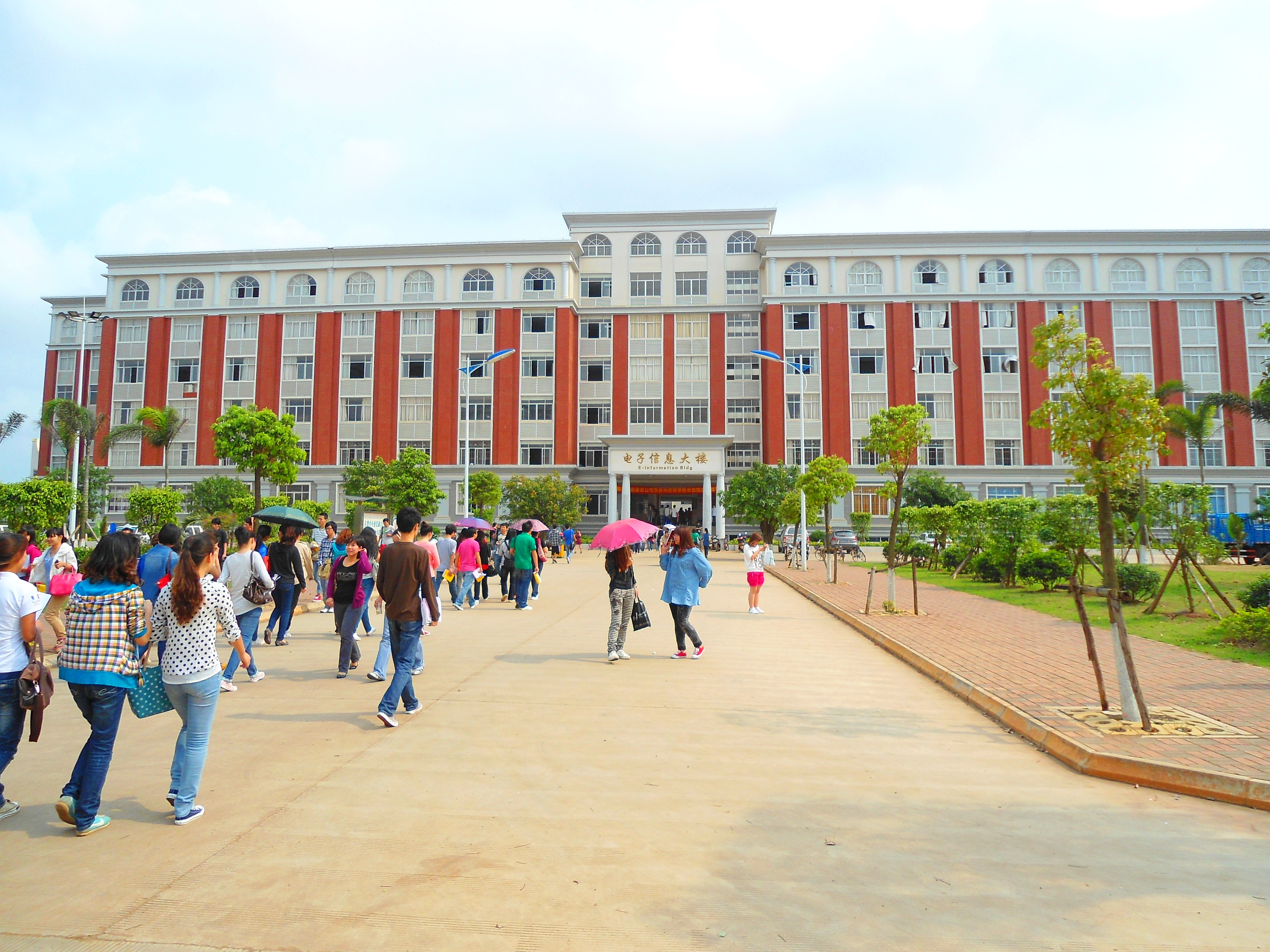
电子信息大楼
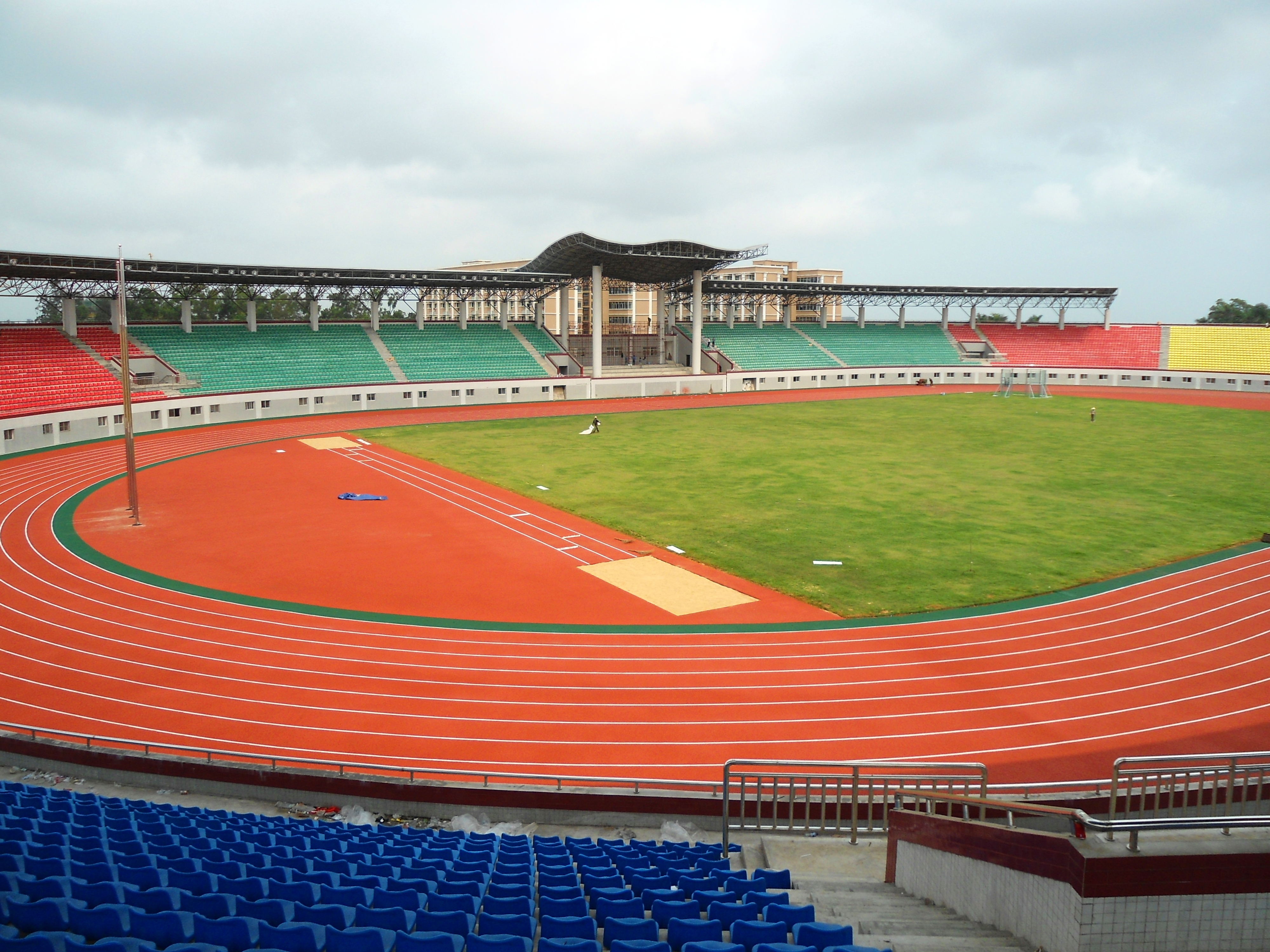
田径运动场
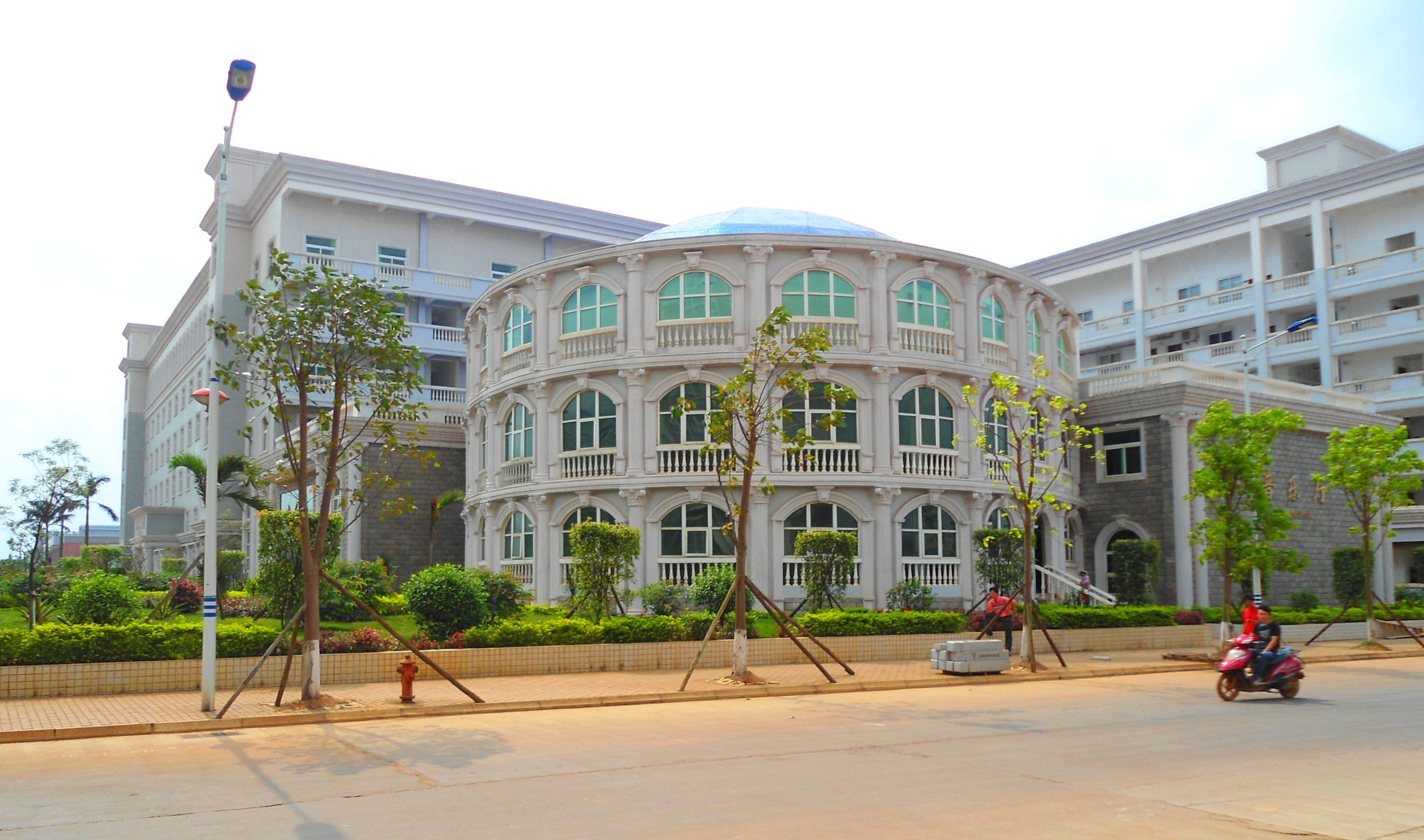
音乐厅
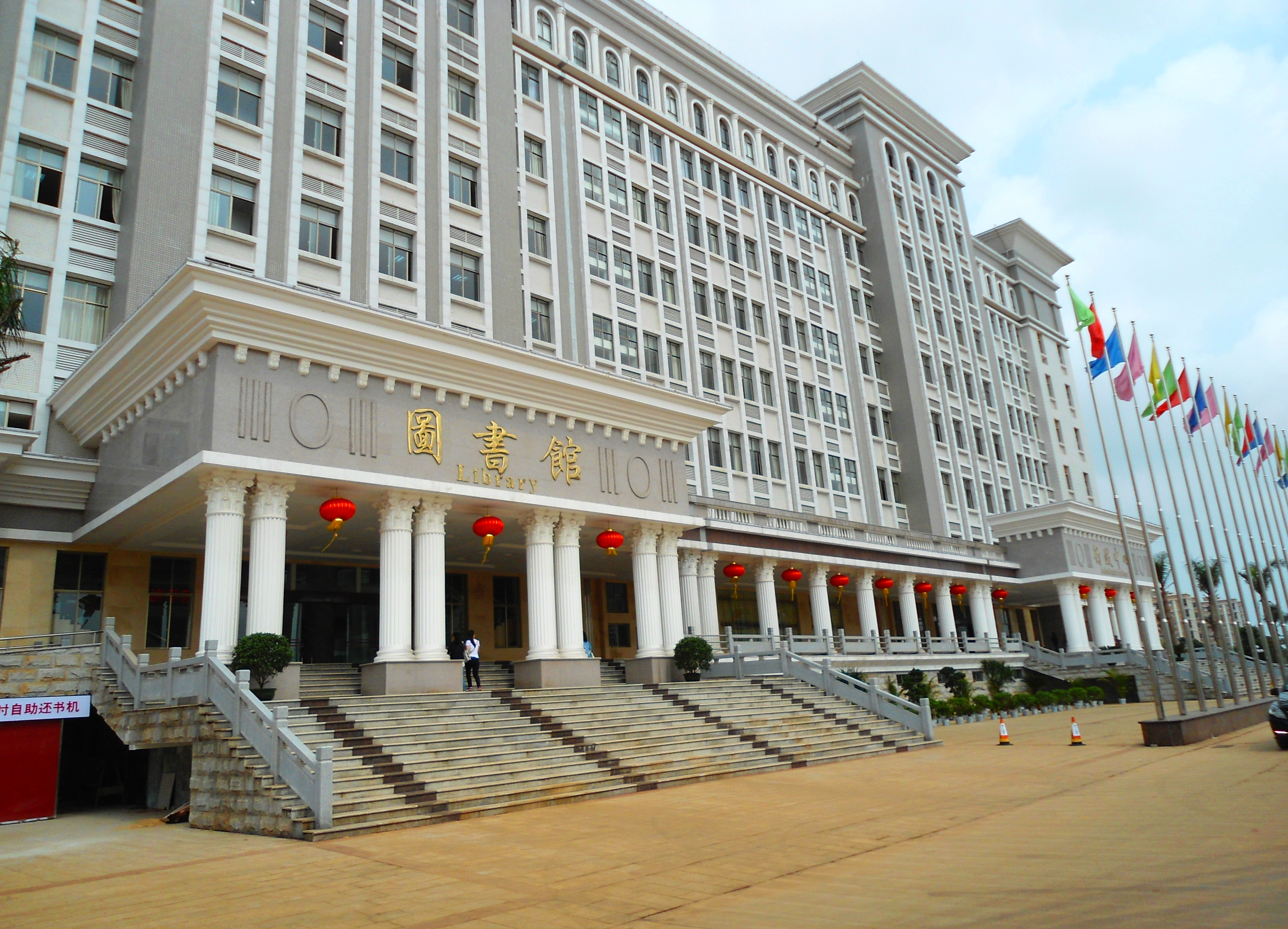
图书馆
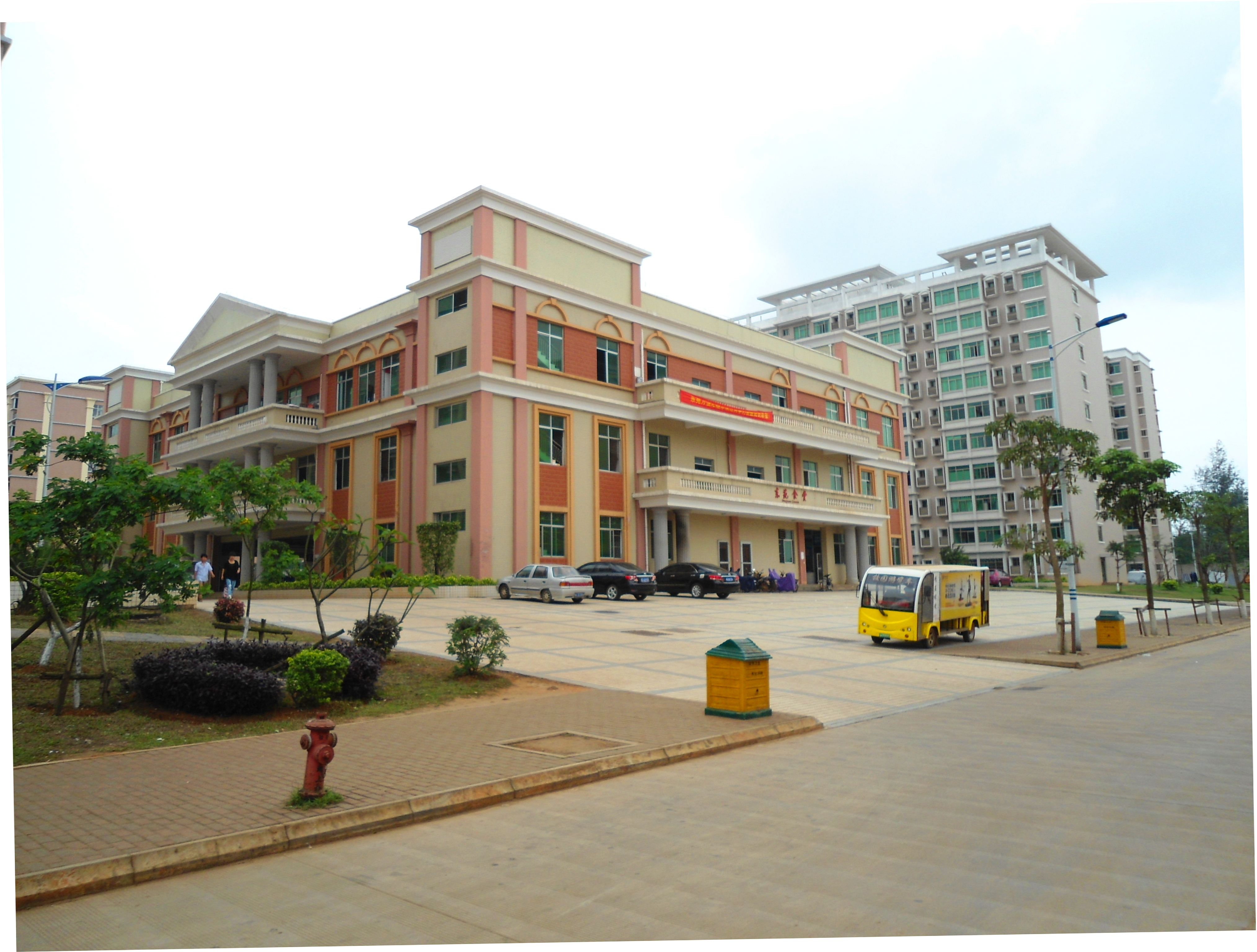
东苑食堂